# حاسبة كعكة المؤسسين
حاسبة كعكة المؤسسين هي أداة لتوزيع الأسهم عند بدء مشروع تجاري. وقد وصفت لأول مرة في مقالة كتبها فرانك ديملر الأستاذ المساعد لمادة ريادة الأعمال في جامعة كارنيجي ميلون.
على النقيض من المفهوم الشائع، لا توزع الأسهم  بالتساوي (لأن هذا عدلا) ولكن باستخدام نظام يشمل خمسة جوانب هامة في أي مشروع تجاري، يتم تخصيص وزن نسبي لكل منهم وبعدها يتم تصنيف المؤسسين في كل من هذه الجوانب.